# Споразуми у Вашингтону (2020)
Споразуми о економској нормализацији између Србије и Косова, познатији и као Вашингтонски споразуми, два су засебна документа која су у Белој кући у Вашингтону потписали премијер самопроглашене Републике Косово и председник Републике Србије 4. септембра 2020, у присуству америчког председника, републиканца Доналда Трампа.

## Позадина
Доналд Трамп је 4. октобра 2019. поставио Ричарда Гренела за специјалног изасланика председника САД за мировне преговоре о Косову. После вишемесечних дипломатских разговора, Гренел је 20. јануара 2020. помогао спровођењу преговора између Србије и Косова. Обе стране су се договориле да обнове (поново успоставе) летове између својих главних градова, након више од две деценије обуставе. Мировни самит двеју страна био је заказан за 27. јун 2020. у Вашингтону, али је отказан због могуће оптужнице Хашима Тачија за ратне злочине.
Нови самит, у Белој кући, организовао је Гренел и заказан је за 3. и 4. септембар 2020. Гренел и Роберт О’Брајен су били домаћини преговора. Споразуме су 4. септембра потписали председник Србије Александар Вучић и премијер Републике Косово Авдулах Хоти. Свечаност потписивања одржана је у Овалном кабинету Беле куће истог дана у присуству председника САД Доналда Трампа. Потписана су два засебна документа; један документ је потписао Вучић, а други Хоти. Једина разлика између њих била је последња тачка у вези с односима са Израелом. Оба документа су садржавала предговор с честитком америчког председника.
Након што су објављени снимци свечаности потписивања, корисници друштвених мрежа тврдили су да Вучић изгледа није био упознат с роком везаним за пресељење српске амбасаде у Израелу из Тел Авива у Јерусалим. Током Трамповог саопштења о пресељењу амбасаде, Вучић је изгледао збуњено и пред собом је листао папире споразума, а потом се почешао по глави. Поједини корисници Твитера тврдили су да није прочитао уговор у потпуности.
Поред учешћа у преговорима са Сједињеним Америчким Државама о економским питањима, Приштина и Београд су упоредо наставили да учествују у дијалогу који је водила Европска унија, а који се фокусирао на политичке несугласице двеју страна.

## Договори
Два документа која су потписана носила су наслов „Економска нормализација”, а започела су следећим уводом: „Србија [Београд] и Косово [Приштина] слажу се да напредују у економској нормализацији прихватајући следеће”.
Према условима потписаних споразума, Србија ће на годину дана обуставити кампању спречавања и повлачења признања Републике Косово. Заузврат, Косову ће бити забрањена пријава за чланство у међународним организацијама у истом периоду. Такође, стране су се обавезале да ће заједничким напорима пронаћи и идентификовати остатке несталих лица из Косовског рата и да ће вратити насилно истеране избеглице у своје пређашње домове.
Приштина и Београд су се сложили да ће спровести заједничку студију изводљивости која испитује различита решења за повезивање железничке мреже Београд—Приштина с пристаништем на обали Јадранског мора. Обе стране су се договориле да сарађују с Међународном развојном финансијском корпорацијом и Извозно-увозном банком САД на изради меморандума о разумевању значаја „Аутопута мира”, железничке везе између Приштине и Мердара и железничке везе између Ниша и Приштине, као и на финансирању малих и средњих предузећа и другим пројектима. Такође ће омогућити функционисање административног прелаза Мердаре и спровести студију изводљивости с Министарством енергетике САД у вези са дељењем језера Газиводе, поузданог извора снабдевања водом и енергијом.
Као део споразума, Косово ће се придружити Зони „Мини Шенген”.
Међусобно ће се признавати дипломе и професионални сертификати.
Сједињене Америчке Државе обећале су обема странама зајмове за финансирање развоја стратешке инфраструктуре.
Александар Вучић је у име Србије пристао да премести израелску амбасаду из Тел Авива у Јерусалим у јулу 2021, а Израел и самопроглашена Република Косово су се међусобно признали и успоставили дипломатске односе. Косово је такође најавило да ће сместити своју амбасаду у Јерусалим. Тиме ће Србија постати прва европска држава с амбасадом у Јерусалиму.
Обе стране ће уклонити 5G опрему из мобилних мрежа коју пружају „неповерљиви добављачи” и забраниће таквим добављачима пружање опреме у будућности. Званичници из Србије и Републике Косово рекли су да се ово односи на кинеске компаније попут Huawei Technologies. Обе стране су се обавезале да ће штитити и подстицати слободу вероисповести, обновљену међуверску комуникацију, заштиту верских објеката и спровођење судских одлука.
Поред свега поменутог, споразуми садрже одредбе у којима и Србија и Република Косово проглашавају Хезболах терористичком организацијом и подржавају декриминализацију хомосексуалности широм света.

## Реакције

### Благонаклоне
- Република Косово: Косовски премијер Авдулах Хоти изјавио је да је потписивање споразума „велики тренутак за Косово и регион”.[4]
- Србија: Српски председник Александар Вучић изјавио је да је споразум „велики корак напред”.[1]
- САД: Амерички председник Доналд Трамп поздравио је потписивање споразума речима: „Било је много борбе, а сада је много љубави. Економија може да зближи људе”.[23]
- Израел: Израелски премијер Бенјамин Нетанјаху поздравио је потписивање споразума и написао на свом твитер налогу: „Прва земља с муслиманском већином која је отворила амбасаду у Јерусалиму. Као што сам рекао последњих дана, круг мира и признања Израела се шири, а очекује се да му се придруже и друге нације.”[24]

### Ненаклоњене
- Српска опозиција је оценила споразум као штетан за Србију, а користан за смопроглашену републику Косово и државу Израел, због њиховог међусобног признања [25]
- Арапска лига: Арапска лига је критиковала одлуку Србије да премести амбасаду у Јерусалиму и одлуку Косова да отвори амбасаду у истом граду.[26]
- Палестина: Министарство спољних послова и исељеника Палестине описало је ове кораке „очигледном и неоправданом агресијом на Палестинце, њихов циљ и њихова праведна и законска национална права.”[27]
- Турска: Турска је изразила забринутост због одлуке Србије да премести своју израелску амбасаду у Јерусалим описавши је „очигледним кршењем међународног права”.[28] Турска је такође позвала Републику Косово да не отвори амбасаду у Јерусалиму.[29]